# Pierre Sidos
Pierre Sidos, född 6 januari 1927 i Saint-Pierre-d'Oléron, död 7 september 2020, är en fransk politisk aktivist, främst aktiv i efterkrigstidens högerradikala miljö. Hans mest uppmärksammade insats var som ledare för Jeune Nation men han var också inblandad i flera andra rörelser.